# The Execution
Pour les articles homonymes, voir L'Exécution (homonymie).
Pour plus de détails, voir Fiche technique et Distribution.
The Execution, également connu sous le titre L'Exécution (titre original : Казнь), est un film policier russe réalisé par Lado Kvataniya (ru) et sorti en 2021.
Inspiré de faits réels, le film reçoit la Mention spéciale du Jury pour le premier long métrage au Festival du film de Sitges 2021 en Catalogne et le prix du jury ainsi que le Prix spécial du jury policier au festival Reims Polar 2021 en France.

## Synopsis
Le film raconte l'histoire d'un enquêteur nommé Issa Davydov qui, dix ans après avoir enquêté sur une série de meurtres brutaux, découvre que des innocents ont été punis au lieu des véritables coupables.

## Fiche technique
- Titre français : The Execution[3],[4]
- Titre original russe : Казнь, Kazn[5]
- Réalisation : Lado Kvataniya (ru)
- Scénario : Olga Gorodetskaïa
- Photographie : Denis Firstov
- Musique : Kirill Richter
- Décors : Dmitri Onichtchenko
- Production : Pavel Bouria, Mourad Osmann, Ilia Stewart
- Société de production : Hype Film, Kinoprime
- Pays de production :  Russie
- Langue originale : russe
- Format : couleurs
- Genre : film policier
- Durée : 137 minutes
- Dates de sortie : 
  - États-Unis : 23 septembre 2021 (Fantastic Fest)
  - France : 9 avril 2022 (Reims Polar) ; 11 avril 2023
  - Russie : 21 avril 2022

## Distribution
- Niko Tavadze (ru) : Issa Davydov (inspiré par Issa Kostoïev (ru)[6])
- Ioulia Sniguir : Vera
- Victoria Tolstoganova : Nadejda
- Daniel Spivakovski (ru) : Miron
- Evguéni Tkatchouk : Ivan Sebastianov
- Aglaia Tarassova (ru) : Kira
- Olga Lapchina (ru) : Inna

## Inspiration
Selon une version, l'intrigue du film et l'image de l'un des détraqués sont largement inspirées des crimes réels et de la personnalité du célèbre tueur en série Andreï Tchikatilo, et selon l'autre, de la personnalité du célèbre tueur en série Anatoli Slivko. En particulier, l'opération « Zaslon » mentionnée dans le film reprend entièrement l'opération « Lesopolosa », le fait que l'enquêteur Issa Kostoïev (ru) ait consulté Slivko sur l'affaire de Tchikatilo est reproduit dans le film. Des faits biographiques et des détails des crimes ont également inspiré le scénario du film.